# Lydia Paterson
Lydia Paterson (17 ottobre 1997) è una tiratrice a segno statunitense, ha rappresentato gli Stati Uniti ai Giochi olimpici di Rio de Janeiro 2016.